# FK Tatran Prachatice
FK Tatran Prachatice je český fotbalový klub z Prachatic. V současnosti hraje I. A třídu. Největším úspěchem klubu bylo dvouleté působení ve 2. lize a umístění na 13. místě v této soutěži v sezóně 2003/04. Díky tomu byl druhým nejúspěšnějším jihočeským fotbalovým klubem prvního desetiletí 21. století. Úspěšné období skončilo v roce 2007 finančními potížemi a klub se postupně vzdal účasti v ČFL i v Divizi A.

## Historie
První fotbalové kluby v Prachaticích vznikaly ve dvacátých letech 20. století – Studentský SK, Rudá hvězda i některé neregistrované spolky. Přímý předchůdce dnešního Tatranu byl založen studenty prachatického gymnázia v roce 1931 pod názvem Český SK. Ačkoliv za barvy klubu byly zvoleny bílá, červená a modrá, k zápasům nastupovali v rudých dresech, bílých trenýrkách a černých štulpnách darovaných pražskou Spartou. Místní konkurenci nově vzniklému klubu představoval německý fotbalový klub DSV (Deutscher Sport Verein), ve kterém vedle hráčů německé národnosti často hostovali i čeští fotbalisté. Výsledky obou klubů nepřekračovaly rámec župy.

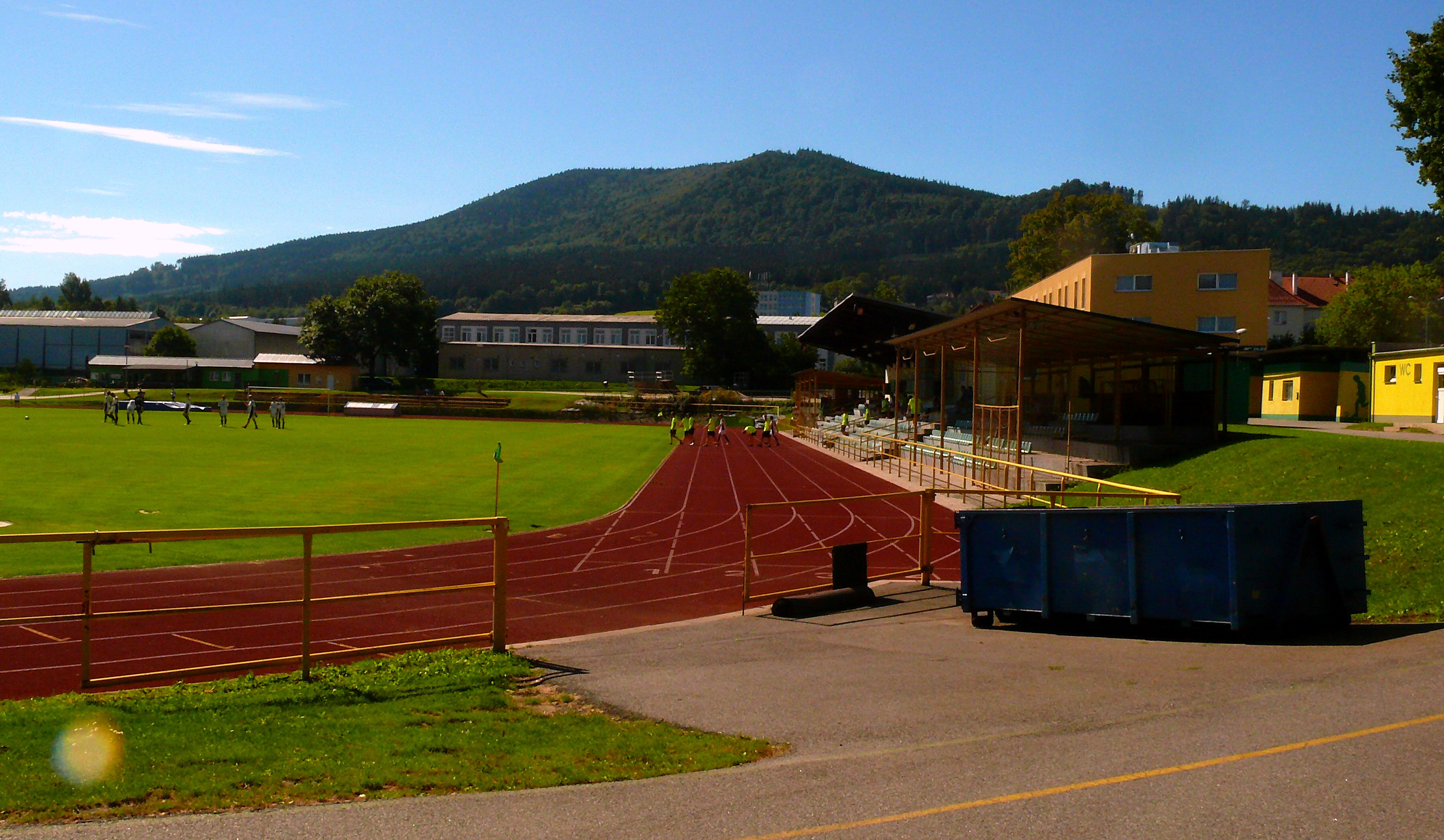
Městský stadion Prachatice

Po druhé světové válce zůstal ve městě již jen český klub. Ten v roce 1951 přešel v rámci TJ pod dřevozpracující podnik Jitona Prachatice a tím krátce dochází také ke změně názvu na TJ Jitona Prachatice. V důsledku Zákona o tělovýchově a sportu byly od roku 1953 vytvářeny dobrovolné sportovní organizace (DSO) při odborových svazech s jednotnými názvy - pro dřevařský průmysl, Jitonu Prachatice nevyjímaje, zněl název Tatran. Tento název se udržel v názvu prachatického klubu až do současnosti. 
V roce 1992 došlo k doplnění názvu o zkratku VTJ (vojenská tělovýchovná jednota), neboť do oddílu přešel nakrátko i místní vojenský fotbal. Zkratka v názvu setrvačností přetrvávala i po zrušení vojenské posádky ve městě. Nakonec byla z názvu konečně vypuštěna v roce 1999 a oddíl se vrátil k původnímu názvu TJ Tatran Prachatice. 
V létě roku 2004 došlo k transformaci fotbalového oddílu na Tatran Prachatice a.s. Před sezónou 2007/08 byl přeřazen do divize A poté, co svou pozici v ČFL odprodal FK Sezimovo Ústí. V důsledku nedostatečných finančních prostředků se Tatran Prachatice před sezónou 2009/10 vzdal účasti v divizi a jeho místo zaujal druhý tým jihočeského krajského přeboru ročníku 2008/09 FK Tábor. Po sedmi sezónách v krajském přeboru tým sestoupil o další soutěž níž do I. A třídy. Dne 1. června 2021 VV FAČR schválil převod práv a povinností z FK Lažiště na FK Tatran Prachatice, tímto propojením obou klubů se v Prachaticích od sezóny 2021/22 znovu hrál krajský přebor. Po podzimní polovině byl Tatran na 2. místě a začal být považován za aspiranta na postup. V jarní části se týmu už tolik nedařilo a nakonec skončil na čtvrtém místě. Po sezóně však kádr opustila šestice hráčů, navíc se odloučilo Lažiště a trenér mužstva považoval za hlavní cíl v následující sezóně záchranu, což se nepodařilo a od roku 2023 klub znovu působí v I. A třídě.

### Minulé sezony
- 2001/02: ČFL 2. místo
- 2002/03: ČFL 1. místo
- 2003/04: 2. liga 13. místo
- 2004/05: 2. liga 15. místo
- 2005/06: ČFL 7. místo
- 2006/07: ČFL 11. místo
- 2007/08: Divize A 8. místo
- 2008/09: Divize A 3. místo
- 2009/10: Přebor Jihočeského kraje 7. místo
- 2010/11: Přebor Jihočeského kraje 9. místo
- 2011/12: Přebor Jihočeského kraje 11. místo
- 2012/13: Přebor Jihočeského kraje 2. místo
- 2013/14: Přebor Jihočeského kraje 12. místo
- 2014/15: Přebor Jihočeského kraje 6. místo
- 2015/16: Přebor Jihočeského kraje 15. místo
- 2016/17: I. A třída Jihočeského kraje 4. místo
- 2017/18: I. A třída Jihočeského kraje 9. místo
- 2018/19: I. A třída Jihočeského kraje 7. místo
- 2019/20: I. A třída Jihočeského kraje 5. místo (zrušeno)
- 2020/21: I. A třída Jihočeského kraje 11. místo (zrušeno)
- 2021/22: Přebor Jihočeského kraje 4. místo
- 2022/23: Přebor Jihočeského kraje 16. místo
- 2023/24: I. A třída Jihočeského kraje 7. místo
- 2024/25: I. A třída Jihočeského kraje 6. místo

## Slavní odchovanci
- David Horejš
- Luboš Pecka
- Milan Nitrianský